# ホンダ・ゼスト
ゼスト（ZEST）は、本田技研工業が生産・販売していたトールワゴン型の軽自動車である。

## 概要

### ボディ・シャーシ
ライフの派生車種であるザッツの後継車として引き続きライフの派生車種として登場。4代目ライフとプラットフォームを共通とし、乗り載り自在なスイッチムーバーをコンセプトにしており、高い室内高と荷物を積みやすいのが特徴。ガラスの下の線を階段のように上げて、ダイナミックボリュームを採用している。
軽自動車初のサイドカーテンエアバッグが装備されており、運転席・助手席ともに最高の衝突安全性能総合評価である6スター（★★★★★★）も、軽自動車で初めて獲得した。
ゼストスパークのFF・ターボ車の上級グレード（Wタイプ TURBO）にはスポーツサスペンションを標準装備しており、操縦性と安定性を高めている。
室内空間や走行性能の高さによって一時はライフを凌ぐ人気ハイトワゴンとなるが、ダイハツ・タントなど、さらに居住性を重視した軽スーパーハイトワゴンが台頭するとともに人気は急落してしまう。

### エクステリア
- 当初は標準車の「ゼスト」と、若者をターゲットとした「ゼストスポーツ」の2種類のラインナップであったが、価格帯が高い（利益率が高い）「ゼストスポーツ」を販売の中心にに据えていたため、幅広い世代でスポーツは売れていた。
- 2008年（平成20年）12月のマイナーチェンジの際に「ゼストスポーツ」を廃止し、替わって、プロジェクタータイプのディスチャージヘッドランプや専用フロントグリル・バンパーを採用し、よりカスタム色を強めた「ゼストスパーク」が追加された。

### インテリア
- 計器類はタコメーター装備の自発光式で（ライフは透過式）、マルチインフォメーションディスプレイはライフと異なり　オド、トリップ（ツイン）、外気温、平均燃費のみとなった。
- 内装色は標準モデルが暖色系、スポーツモデルが黒系となる。
- ステアリングはインターナビ装備車はシビックタイプ、それ以外はゼスト専用となる。
- 2008年（平成20年）12月のマイナーチェンジより、5代目ライフで装備されているバックモニター付オーディオがオプションで選択可能となった。

### エンジン・ミッション
機構はライフとほとんど共通であり、P07A型（NA・ターボ）に4速ATを組み合わせたもののみとなっている。

## 搭載エンジン
P07A型
- エンジン種類：水冷直列3気筒横置き
- 弁機構：SOHCベルト駆動 吸気1 排気1 i-DSI
- 排気量：658cc
- 内径×行程：71.0mm×55.4mm
- 圧縮比：11.2
- 最高出力：38kW(52PS)/6,700rpm
- 最大トルク：61N·m(6.2kgf·m)/3,800rpm
- 燃料供給装置形式：電子制御燃料噴射式（PGM-FI）
- 使用燃料種類：無鉛レギュラーガソリン
- 燃料タンク容量(FF)：35L
- 燃料タンク容量(4WD)：31L

P07A型空冷式ICターボ
- エンジン種類：水冷直列3気筒横置き
- 弁機構：SOHCベルト駆動 吸気1 排気1 i-DSI
- 排気量：658cc
- 内径×行程：71.0mm×55.4mm
- 圧縮比：8.5
- 最高出力：47kW(64PS)/6,000rpm
- 最大トルク：93N·m(9.5kgf·m)/4,000rpm
- 燃料供給装置形式：電子制御燃料噴射式（PGM-FI）
- 使用燃料種類：無鉛レギュラーガソリン
- 燃料タンク容量：P07A型を参照

## 初代  JE1/2型（2006 - 2012年）
- 2006年
  - 2月23日 - 発表された（発売は3月1日）。グレードは、オートエアコンや14インチアルミホイールなどを装備した「W」、ベーシックグレードの「G」、ボディ同色アウタードアハンドル、ドアサッシュのブラックアウト、ホイールカバーなどが省略された廉価グレード「N」の3タイプ。目標月間販売台数は5,000台。
- 2007年
  - 1月18日 - マイナーチェンジがおこなわれた。『ゼスト』を「D」1タイプに集約して、『スポーツ』メインの構成となった。標準装備だったシートバックポケット、コンビニフックが注文装備に変更された。
  - 8月30日 - 「D」タイプに特別仕様車「スペシャル」が追加された。ベース車両よりも装備を充実させながらも2～3万円程度価格を下げている（ベース車両よりも約8万円程得になっている）。
  - 12月6日 - 『スポーツ』の「W」,「G」タイプに特別仕様車「スペシャル」が追加された。カラードフロントドアグリル等のスポーティ面の他、ハーフシェイドフロントウィンドウ、CDプレイヤー等の実用面での装備が充実され、特別仕様車限定色が追加された。（2008年4月1日に販売を終了）
- 2008年
  - 5月15日 - 『スポーツ』の「G」タイプに特別仕様車「ダイナミック スペシャル」が追加された。ディスチャージヘッドランプ、14inアルミホイールやリアスポイラー等のスポーティアイテムや、ハーフシェイドフロントウィンドウ、CDプレイヤー等が標準装備された。
  - 12月26日 - マイナーチェンジがおこなわれた。「D」タイプはテールレンズのバックランプ部分の色が若干変更された。内装はウォームグレーに変更し、より明るめの印象となったほか、Hondaスマートキーシステム・CDプレーヤー（AM/FMラジオ付）が標準装備された。さらに、エンジンの改良により燃費が向上された。また、従来の『スポーツ』に替わって、専用フロントバンパー・グリルなどを採用し、より個性的な印象となった『スパーク』が追加された。なお、このマイナーチェンジに伴い、リアに装着されている「ZEST」ロゴのエンブレムが前・中期型のリアゲートガーニッシュ右側からリアゲートガーニッシュ下の左側に移動となった。また、『スパーク』については「ZEST」ロゴではなく、「Spark」ロゴのエンブレムのみが装着される。
- 2009年
  - 6月4日 - 一部改良がおこなわれた。「D」タイプと『スパーク』の「W」,「G」タイプのFF車の燃費が向上され、「平成22年度燃費基準+15%」を達成すると共に、「環境対応車普及促進税制」に適合した。また、『スパーク』の「G」と「Gターボ」にはカラードサイドシルガーニッシュと大型テールゲートスポイラーをセットにしてお買い得価格に設定した「スタイリッシュパッケージ」が追加された。
  - 11月19日 - 一部改良がおこなわれた。『スパーク』の内装に常時点灯ブルーイルミネーションメーターを採用し、シルバー加飾を施し、「G」タイプにはスポーツステアリングを、「W」タイプは4スピーカーを追加装備した。さらに、全タイプの4WD車の価格を引き下げた（同年6月の一部改良時に比べ、「D」と「スパーク G」で17,500円、「スパーク Gターボ」で17,000円、「スパーク W」と「スパーク Wターボ」で12,000円それぞれ値下げ）。
- 2010年
  - 7月1日 - 『スパーク』の新車装着時用のオプションとして発売当時からCMに出演している歌手の浜崎あゆみとコラボした「Aスタイルパッケージ」が発売された（12月20日までの期間限定販売）。なお、このパッケージで装着するインパネガーニッシュ、リヤエンブレムの文字[2]、専用フロントグリル等といったパーツ類は単品販売が一切許されず、新車納車後にホンダカーズのディーラーで装着される方法が採られた。
- 2011年
  - 2月18日 - 一部改良がおこなわれた。ナビゲーションを手軽に装着できる「ナビ装着用スペシャルパッケージ」をメーカーオプションに追加設定された。このパッケージを装着した場合、ナビ装着用専用ワイヤーハーネス、リアカメラ、照明付オーディオリモートコントロールスイッチ、リア2スピーカー（『スパーク』の「W」と「Wターボ」は標準装備済）、マイクロアンテナが追加装備された。また、『スパーク』の「W」と「Wターボ」は本革巻ステアリングホイールを標準装備した。
  - 10月13日 - 「スパーク G」をベースに、大型テールゲートスポイラー、カラードサイドシルガーニッシュ、14インチアルミホイール、フルオート・エアコンディショナーなどを装備し、求めやすい価格に設定した特別仕様車「ダイナミックスペシャル」を発売した。
- 2012年
  - 10月1日 - 生産を終了し在庫車のみの販売となる。
  - 11月1日 - 後継車のN-ONEが発表された。(発売は翌日)
  - 11月14日 - 販売を終了しホームページの掲載も終了した。

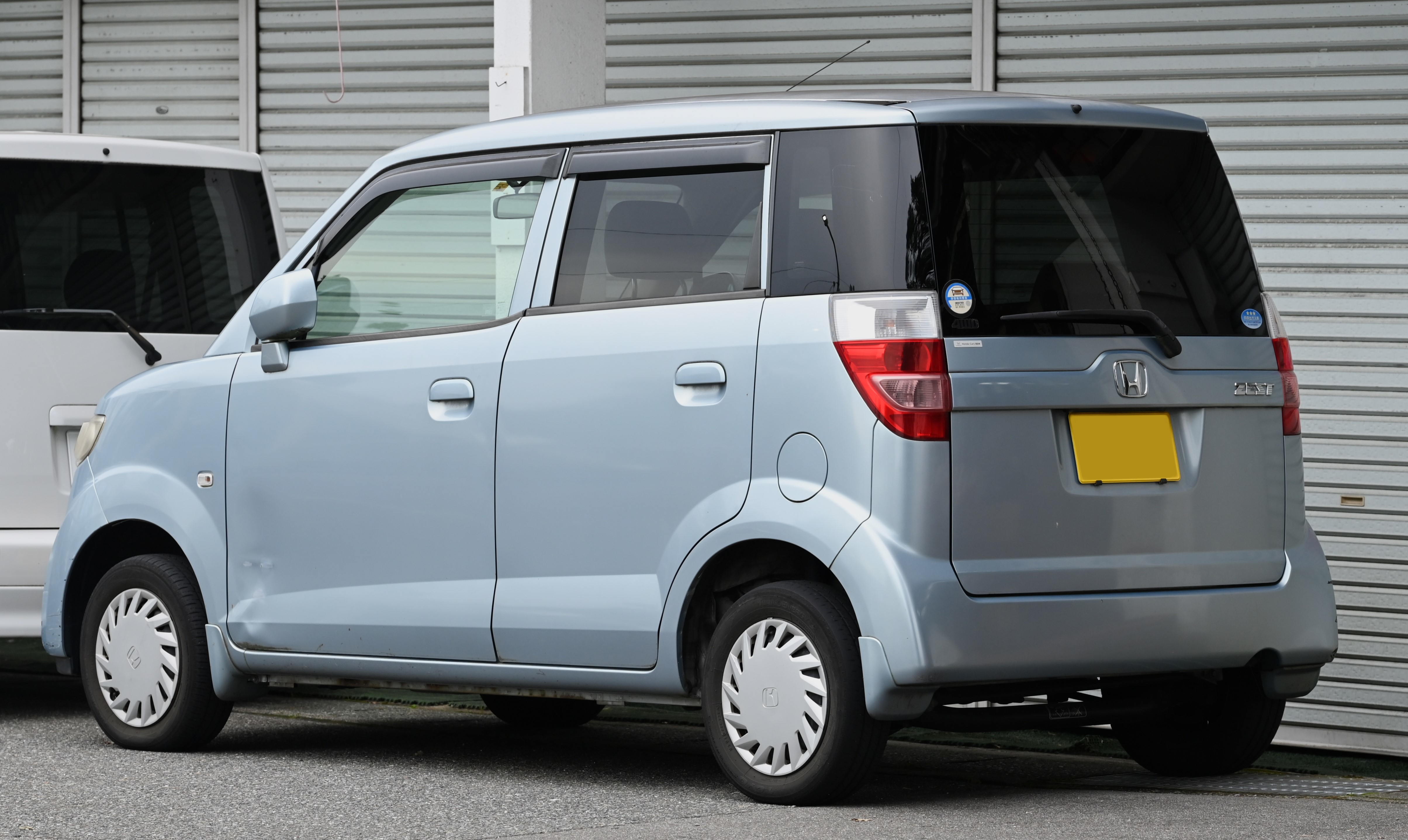
リア
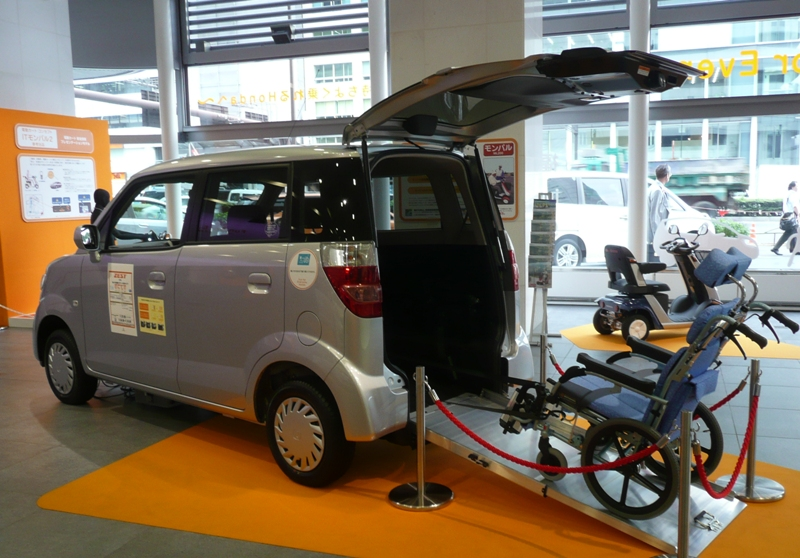
車いす仕様車（中期型）

## 車名の由来
- Zest：英語で「ピリッとした刺激・魅力・熱意・楽しみ・風味を添えるモノ」という意味。『刺激的な楽しさで生活を豊かに広げるクルマ』として名付けられた。
- Spark：見る人の魂を熱くさせ、圧倒的に煌めく存在になるという思いを込めて名付けられた。

## 取扱販売店
Honda Cars店（ホンダ四輪全店）
本来、軽自動車はプリモ店の専売だったが、発売日とホンダ四輪全車種の併売開始日が重なったため、発表当日からクリオ店・ベルノ店でも商談を受け付けていた。